# شهیدالرحمان شانتو
شهیدالرحمان شانتو (بنگالی: শহীদুর রহমান চৌধুরী؛ زادهٔ ۱۷ نوامبر ۱۹۴۷) بازیکن سابق و مربی فوتبال اهل بنگلادش است.
وی همچنین در تیم‌های ملی فوتبال پاکستان و بنگلادش بازی کرده است.